# Giselle Beiguelman
Giselle Beiguelman (São Paulo/ SP, 1962) é artista, curadora e Professora Titular da Faculdade de Arquitetura e Urbanismo e de Design da Universidade de São Paulo (FAU-USP). Pioneira no campo da arte digital e no uso da internet e da inteligência artificial, tem diversas obras premiadas internacionalmente. Entre essas obras, destacam-se: Botannica Tirannica (2022), Venenosas Nocivas e Suspeitas (2024), Odiolândia (2017), Cinema Lascado (2010) e O livro depois do livro (1999).  Em 2021, foi premiada pela residência artística Intelligent Museum do ZKM (Center for Art and Media Karlsruhe, Alemanha), Hertz-Lab e Deutsches Museum com pesquisa sobre Inteligência Artificial e colonialismo em parceria com o artista e pesquisador Bruno Moreschi e com o programador Bernardo Fontes. Recebeu também vários prêmios pela realização do projeto demonumenta, como o Latin American Design Award (2023, com Luis Felipe Abbud). É autora de Memória da Amnésia: políticas do esquecimento (Edições Sesc, 2019) e Políticas da imagem: vigilância e resistência na dadosfera (UBU Editora, 2021. 2a ed. 2023). e co-autora de Boundary Images (University of Minnesota Press, 2023). 
Seu trabalho inclui intervenções em espaços públicos, instalações multimídia, projetos em rede e aplicações para dispositivos móveis, exibidos nos principais museus de arte e mídia, centros de pesquisa e espaços de arte contemporânea, como ZKM (Karlsruhe, Alemanha), Gallery@Calit2 (UCSD, EUA) e Bienal de São Paulo. Autora de centenas de artigos e livros sobre cultura digital, vários de seus projetos e ensaios integram o currículo de graduação e pós-graduação de universidades e centros de pesquisa no Brasil, EUA e Europa e o acervo de importantes museus, como ZKM (Center for Art and Media Karlsruhe, Alemanha), Jewish Museum Berlin, Pinacoteca do Estado de São Paulo, Museu de Arte do Rio de Janeiro (MAR), MAC-USP, entre outros. 

## Biografia
Graduada em História pela FFLCH da  Universidade de São Paulo (USP, 1984), concluiu o doutorado com a tese A República de Hemingway: Por Quem os Sinos Dobram em 1991, também pela Universidade de São Paulo. Com sólida formação em humanidades, trabalha com criação e desenvolvimento de aplicações digitais desde 1994. Na década de 1990, integrou as equipes de implantação dos portais UOL e BOL e realizou pesquisa como bolsista da prestigiosa Fundação Vitae, com projeto na área de literatura e novas mídias. Esse projeto resultou no seu premiado trabalho O livro depois de livro (The Book after the Book). 
Esse e outros projetos artísticos de sua autoria, acompanhados sempre de sólida pesquisa teórica, vêm lhe proporcionando participações em numerosos eventos acadêmicos e exposições de arte e cultura digital, no Brasil, nos Estados Unidos e na Europa. Foram apresentados em exposições como Net_Condition, no Zentrum für Kunst und Medientechnologie (ZKM), Karlsruhe (1999); núcleo Net Art Brasil da 25ª Bienal de São Paulo (2002), com a obra Ceci n’est pas un Nike -- hoje no acervo do MAC-USP--; (re)distributions (voyd.com/ia); el final del eclipse (Fundación Telefonica, Madri e América Latina, 2001-03); Algorithmic Revolution (ZKM, Karlsruhe, 2004-08); arte.mov (Galeria da Vivo, São Paulo, 2012); e no NETescópio, arquivo de web arte do Museo Extremeño e Iberoamericano de Arte Contemporáneo (MEIAC), em Badajoz, Espanha. 
Ela aparece em antologias e obras de referência sobre arte digital como Yale University Library Research Guide for Mass Media e Digital Arts, entre outras. Como docente, entre 2001 e 2011, trabalhou no programa de pós-graduação em comunicação e semiótica da PUC-SP. Desde 2011 é professora do curso de Design da FAUUSP. Orientadora de uma nova geração de críticos e artistas dedicados à tecnologia e à cultura digital, é autora e organizadora de diversos livros sobre o tema, como Link-se (2005), O livro depois do livro (2003), Nomadismos tecnológicos (com Jorge La Ferla, 2011) e _HTTPpix _HTTPvideo: Criação e crítica nas redes de imagens (2011). Organizou festivais de arte digital e web arte, além de ter atuado como membro do comitê científico do International Symposium on Electronic Arts (ISEA) nas edições de Paris, Nagoya, Dortmund, Albuquerque e Manizales e do júri do festival Ars Electronica (Linz, Áustria) em 2010 e 2011. 
Em seu currículo de curadora, figuram, entre outros, a exposição Tecnofagias (3ª Mostra 3M de Arte Digital, Instituto Tomie Ohtake, 2012), bem como a curadoria e a diretoria artística do Instituto Sérgio Motta (2008-2010). Foi editora-chefe da revista seLecT (2011 a 2014) e editora da seção Novo Mundo da revista Trópico, de 2001 a 2010. 
Trabalhou por 10 anos, como pesquisadora, no extinto Departamento de Patrimônio Histórico da Eletropaulo, de 1985 a 1995. Remontam a essa época os primeiros estudos sobre os impactos da tecnologia no imaginário e nas formas de sociabilidade urbana.  Em paralelo, Giselle dedicou-se às relações entre comunicação de massas e a criação artística, que, posteriormente, no fim dos anos 1990, desembocaram em projetos que operam nas intersecções entre arte, comunicação e espaços urbanos e informacionais. Isso se refletiu em sua tese de doutorado – que abordava a relação entre literatura e comunicação de massas na obra antifascista de Ernest Hemingway, durante a Guerra Civil Espanhola – e em uma série de artigos, papers, apresentações em congressos e em livros publicados entre 1985 e 2000, que discutiam as relações entre tecnologia e e criação cultural.
Nesse período teve como produções significativas e relacionadas a essas reflexões do início de sua vida profissional, por exemplo, os ensaios “Uma Cidade em Guerra” e “Acidentes de Bonde em São Paulo (1900-1905)”, publicados, respectivamente, nos Cadernos de História & Energia (no 4, 1987, p. 76-89) e na Revista Memória (no 19, 1993, p. 69-73).  O primeiro, “Uma Cidade em Guerra”, explorava o cotidiano da cidade de São Paulo durante a Revolução de 1924. O outro, “Acidentes de Bonde em São Paulo”, discutia a historicidade da percepção do fenômeno da velocidade e o impacto da tecnologia maquínica no cotidiano paulistano no início do século XX. 
Apesar da continuidade das linhas gerais de investigação, do ponto de vista das áreas de interesse e das atividades a elas relacionadas, vários redirecionamentos ocorreram, fruto de um maior envolvimento de Giselle com a produção midiática e mais especificamente com Internet e dispositivos móveis (notadamente, celulares). Isso se deu a partir de 1995, quando foi convidada a integrar a equipe responsável pela implantação do Universo Online (UOL), onde trabalhou até 1998. Essa vertente de pesquisa e criação foi dominante em sua produção entre 1995 e 2010. Destacam-se, nesse período, projetos internacionalmente reconhecidos como O livro depois do livro (1999), egoscópio (2002), Poetrica (2003/2004), Sometimes Always/ Sometimes Never (2005-2007) e Glitched Landscapes (2013).
Nos últimos anos, depois que passou a lecionar na FAUUSP, aprovada em concurso público realizado em 2010, volta-se, novamente às pesquisas relacionadas à tecnologia, arte e imaginário. O enfoque principal são estudos sobre o estatuto da memória no século XXI  às estéticas contemporâneas da memória, estratégias de conservação e preservação de arte digital e metodologias de organização da informação relacionadas ao design de interface.
Nesse conjunto de atividades relacionadas às pesquisas em torno da tecnologia e imaginário, nota-se o foco na conservação e preservação de arte digital , a partir da apresentação do projeto Futuros possíveis: arte, museus e arquivos digitais, coordenado por Giselle Beiguelman e pela Professora Ana Gonçalves Magalhães (MAC-USP). Iniciado como um simpósio internacional (2012), realizado em parceria com o Ars Electronica (Linz, Áustria), com apoio da Fapesp, da Capes, da FAU e da embaixada da Áustria no Brasil, reuniu especialistas de renome internacional  para discutir temas emergentes no campo da preservação do patrimônio artístico e cultural.  Posteriormente, em 2014, os textos do simpósio foram reunidos no livro Futuros Possíveis: arte, museus e arquivos digitais (edição bilíngue, português e inglês), publicado pela editora Peirópolis em coedição com a Edusp e o Itaú Cultural e apoio da Fapesp.
No campo da produção artística, foi responsável pela curadoria de Arquinterface: a cidade expandida pelas redes (Galeria de arte digital do Sesi) e pela intervenção urbana Os #QR-Comms (2015) e organizou  a exposição Memória da Amnésia, Arquivo Municipal (São Paulo, 2015), na qual abordou o que denomina “políticas do esquecimento” a partir dos monumentos paulistanos. Em 2016, realizou as exposições individuais Cinema Lascado, Caixa Cultural (São Paulo) e Quanto Pesa um Nuvem? (Galpão Videobrasil). Outra individual de destaque foi Monumento Nenhum e Chacina da Luz, realizadas no Beco do Pinto e Solar da Marquesa de Santos (Museu da Cidade de São Paulo, 2019). 
A partir de 2020, passa a se dedicar à investigações sobre a construção do imaginário colonialista nas artes e nas ciências utilizando recursos de Inteligência Artificial, como nas obras Botannica Tirannica (2022) e Venenosas, Nocivas e Suspeitas (2024). 

## Principais obras artísticas
1. Venenosas, Nocivas e Suspeitas (2024). Instalação de arte botânica e inteligência artificial. Centro Cultural Fiesp. [1][2][3][4][5]
2. Domingo no Golpe (2024). Com Lucas Bambozzi.
3. Botannica Tirannica (2022). Instalação de arte botânica e inteligência artificial. Museu Judaico de São Paulo, 3a Bienal de Karachi, Museu Sartorio (Trieste, Itália), Sesc Taubaté, Koffler Arts Centre (Toronto).[6][7][8][9]
4. Ditamapa e Postais do Atraso (2021) - Net art. Em parceria com o artista e programador Andrey Koens.[10][11]
5. nhonhô (2021) - Documentário experimental para o Videobrasil Online, Associação Cultural Videobrasil. Em parceria com o artista Ilê Sartuzi.[12][13][14][15]
6. We Are Still Alive (Ainda Estamos Vivos) (2020). Mapeamento sonoro coletivo para Bienal de Imagem em Movimento de Buenos Aires 2020. Parte do projeto Janelas Desobedientes, desenvolvido na disciplina Arte e Design de Interface em Escala Urbana (PPG-DE / FAUUSP).[16][17][18][19]
7. Gavetas de Ossos (2019) - Ensaio fotográfico e narrativa sonora. Obra comissionada para a exposição Meta-arquivo (1964-1985), Sesc Belenzinho, com curadoria de Ana Pato.[20][21][22]
8. Coronário (2020) - Net Art. Obra comissionada pelo programa IMS Convida, Instituto Moreira Salles.[23]
9. Monumento Nenhum e Chacina da Luz - instalações[24][25][26][27][28][29][30]
10. Odiolândia (2017) - Videoinstalação[31][32][33][34][35]
11. Quanto pesa uma nuvem? (2016) - Instalação multimídia[36][37][38]
12. Deserto Rosso (2016) - Fotografia[39]
13. Paisagens Ruidosas (2016) - Fotografia[40]
14. Memória da Amnésia (2015) - Intervenção urbana / Instalação - [41]
15. Os #QR-Comms  (2015) - Intervenção Urbana - [42]
16. #CidadESpelhadas | mirrored_cities (2015) - Trabalho fotográfico / Net art.[43]
17. Beleza Convulsiva Tropical:  3a Bienal da Bahia (2014).[44]
18. Cinema sem Volta/ Unlooping Film (2014) - Net art.[45]
19. I Lv Yr GIF  (2013) - WebApp (iPad and iPhone).[46]
20. URnotHere (2012) -  Instalação interativa/ [47]
21. Cinema Lascado #1 (Chipped Movies #1): Minhocão (2010) - Vídeo/ Acervo MAC-USP [48]
22. CGH-SDU: Homage to the Minimal Information (2010) - Vídeo
23. Suite 4 Mobile Tags (2009) - Mobile art/ Instalação interativa
24. Fast/Slow_Scapes (2007) - Mobile vídeo[49]
25. Landscape0 (2002)-  Net art -[50]
26. //**Code_UP (2004) -  Instalação interativa / mobile art.[51][52]
27. Sometimes Always Sometimes Never Sometimes (2005-2007) -  Instalação audiovisual interativa / Acervo ZKM. [53]
28. Poetrica (2003-2004 / São Paulo/ Berlin) -  Intervenção urbana em painéis eletrônicos.[54]
29. egoscópio/ egoscope. (2002). Intervenção urbana em painéis eletrônicos / Prêmio Sergio Motta de Arte e Tecnologia (2003).[55]
30. Esc for escape (2004) -  Documentário Cross Media.[56]
31. The 10 Comms (2002/ Bienal de Buenos Aires. Beiguelman e Amerika)-  Net art / Stickers.[57]
32. Ceci n’est pas un Nike (2002) - Net Art/ Obra comissonada para 25a Bienal de São Paulo[58]
33. Wop Art (2001) -  Mobile art [59] Acervo MAC-USP.
34. The Book after the Book (1999) -  Net art / Vitae Foundation’s Arts Award[60]

## Prêmios e Distinções
1. 2025 	 Mostra Ecofalante de Cinema.
2. 2023 	 Latin American Design Awards - Digital Design - Silver Award, Latin American Design Awards
3. 2022 	Games For Change Latin America - Impacto, Games For Change
4. 2022 	 Menção Honrosa - Ciências Sociais Aplicadas, 4ª Edição do “Prêmio Vídeo Pós-Graduação USP"
5. 2022	 24ª PREMIAÇÃO IABsp 2022 (Categoria Cultura Arquitetônica | Técnicas eTecnologia), IABsp
6. 2017	Prêmio ABCA (Associação Brasileira dos Críticos de Arte). Categoria: Destaque.
7. 2014	Convidada pelo The Webby Awards, Tim Berners-Lee, the World Wide Web Consortium e  World Wide Web Foundation a integrar um grupo de 10 (dez) artistas internacionais para desenvolver os projetos artísticos nas celebrações dos 25 anos da Internet.  The Web at 25th, Webby Awards/ Web Consortium.
8. 2012	Rumos Arte Cibernética, Itaú Cultural
9. 2011	 Homenageada pela sua contribuição à ciberliteratura, 14a Jornada Nacional de Literatura
10. 2009	Indicada ao Prêmio Porto Seguro de Fotografia, Porto Seguro
11. 2008	Artista Homenageada pela Contribuição à Cultura da Mobilidade, Vivo Arte.Mov
12. 2007	Indicada ao Prêmio Porto Seguro de Fotografia, Prêmio Porto Seguro de Fotografia
13. 2007	Indicada para o Prêmio de Digital Communities do Ars Electronica por seu projeto de portal colaborativo "net art - perspectivas criativas e críticas", Ars Electronica - Linz (Austria)
14. 2006	Artista Homenageada pela Contribuição à Cultura da Mobilidade, Telemig Arte.Mov
15. 2006	Indicada ao Prêmio de Obra em Novos Formatos Audiovisuais para Plataformas Móveis, 12 Canarias MediaFest
16. 2003	international media art awards - the Top 50, ZKM (Museu de Arte e Mídia, Alemanha)
17. 2003	Prêmio Sergio Motta de Arte e Tecnologia, Instituto Sergio Motta
18. 2001	Web Writing Competition (finalista), Trace - Alt-X
19. 2000	Drifting Pictures - Festival for Expanded Media (indicada), 13. Stuttgarter Filmwinter 13.-16. January 2000
20. 1999	Bolsa Vitae de Artes, Fundação Vitae

## Artigos completos publicados em periódicos
1. BEIGUELMAN, G. Eugenia maquínica do olhar: Visão computacional, etarismo e gênero. VIRUS. v.1, num 28. p.14 - 28, 2024. https://www.revistas.usp.br/virus/article/view/229584
2. BEIGUELMAN, G. Machinic Eugenics of the Gaze: Computer Vision, Ageism, AND Gender. V!RUS, v. 1, n. 28, p. 13–27, 2024. https://www.revistas.usp.br/virus/article/view/229584/210427
3. BEIGUELMAN, G. Máquinas de produzir extra-naturezas: inteligência artificial e subversão botânica. Revista da Universidade Federal de Minas Gerais. v.30, p. 25 - 32, 2024. OBS: A convite dos editores, realizei uma série de intervenções artísticas nas páginas da revista. Edição completa: https://periodicos.ufmg.br/index.php/revistadaufmg/issue/view/2122
4. BEIGUELMAN, G. Artificial Intelligence as Phármakon. Digital Culture & Society. v.8, num. 2, p.15 - 24, 2023. [https://doi.org/10.14361/dcs-2022-0203]
5. BEIGUELMAN, G. Inteligência artificial como phármakon: a arte algorítmica entre o remédio e o veneno. RAPSÓDIA (USP). v.17, p.1 - 14, 2023. [https://www.revistas.usp.br/rapsodia/article/view/219844]
6. BEIGUELMAN, G. Máquinas companheiras. Revista Morel. v.1, num. 4, p.26 -36, 2023.
7. BEIGUELMAN, G. Brejo das delícias: imagens da natureza artificializada. Revista Valise. v.12, num. 21, p.171 - 184, 2023. [https://seer.ufrgs.br/index.php/RevistaValise/article/view/133033/89352]
8. MORESCHI, B.; JURNO, A.; BEIGUELMAN, G. Continuum histórico e normatizações em acervos de arte e datasets: experimentos com inteligência artificial no museu paulista. MODOS: Revista de História da Arte, v. 6, n. 2, p. 202–267, 15 maio 2022. https://periodicos.sbu.unicamp.br/ojs/index.php/mod/article/view/8667715
9. PEREIRA, G. et al. We’ve always been antagonistic: algorithmic resistances and dissidences beyond the Global North. Media International Australia, v. 183, n. 1, p. 124–138, 1 maio 2022. https://doi.org/10.1177/1329878X221074792
10. A pandemia das imagens: retóricas visuais e biopolíticas do mundo covídico. Revista Latinoamericana de Psicopatologia Fundamental, vol. 23 n. 3, p.549 - 563, 2020. https://doi.org/10.1590/1415-4714.2020v23n3p549.7
11. Smart Cities, Smart Virus: tecnoutopias do novo normall. Escrito em parceria com André Deak Alonso. Traduzido do português por Luiz Robero Mendes Gonçalves. V!RUS, 21, 2020.
12. Preservação experimental para desinventar a tradição. Memoricidade, revista do Museu da Cidade de São Paulo, v.1, n.1, p. 14-21, 2020.
13. Memento mori: Museu Nacional e o arquivo sem museu. Escrito em parceria com Nathalia Lavigne. Contemporânea – Revista do PPGART/UFSM, v. 3, n. 6, 2020. https://doi.org/10.5902/2595523363395
14. Odiolândia (Hateland). Transfers - Interdisciplinary Journal of Mobility Studies, v. 8, n.1, p. 118-124, 2020. https://doi.org/10.3167/TRANS.2018.080110
15. Museus do inacabado para memórias efêmeras. Revista Museologia & Interdisciplinaridade, v. 6, n. 12, p. 22-33, 2017. https://doi.org/10.26512/museologia.v6i12.16328
16. L’art Reécrit La Historie de L’Argent. Magazine des Cultures Digitales. , v.11, n. 76,  p.32 - 33, 2015. ISBN 978-2-36807-042-0
17. Art rewrites the history of money. http://www.digitalmcd.com/category/publications/. , v.11, n. 76, p.32 - 33, 2015. ISSN 1638-3400
18. Portfolio - Na zona do risco. Revista Eco-Pós (Online). , v.18, p.168 - 189, 2015. ISSN: 2175-8689
19. Art. BR: Technophagic, ad-hocratic and radicant. ISEA2012 Albuquerque: Machine Wilderness. , v.9, p.X - , 2013. ISBN 1942-017X
20. De leitor a curador de informação: rumo à leitura social. Concinnitas. (Rio de Janeiro. Impresso). , v.1, p.7 - , 2013. ISBN 1415-2681
21. Mapas diagramáticos como dispositivos críticos da hiperlocatividade. Virus. , v.8, p.3 - , 2013. ISSN 2175-974x | DOI 10.4237/virusjournal
22. Espaços de subordinação e constestação nas redes sociais. Revista USP. , v.X, p.20 - 31, 2012. ISSN: 2316-9036. http://dx.doi.org/10.11606/issn.2316-9036.v0i92p20-31
23. Vozes Midiáticas. Revista Polêmica. , v.7, p.106 - 115, 2008.
24. Code Movie Number 1. Electronic Literature Collection. , v.1, p.04 - , 2006. ISSN: 1932-2011
25. For an aesthetics of transmission. First Monday. , v.11 , 2006.
26. Arte Wireless. Razón y Palabra. , v.41, p.1 - 9, 2004. ISSN 1605-4806
27. A coelhinha e a bioarte. Concinnitas. (Rio de Janeiro). , v.4, p.73 - 76, 2003. ISSN 1981-9897
28. Liquid_Poetry.br. Publications of the Research Centre for Contemporary Culture. , v.77, p.129 - 140, 2003.
29. wireless conditions. Intelligent Agent. , v.3, 2003.
30. Liquid Texts. Leonardo Electronic Almanac. , v.10, p.01 - 39, 2002. ISSN 1071-4391
31. What you See is What you Get or What you Get is What you See?. Dichtung-Digital. Journal für Digitale Ästhetik , 2001.
32. Hemingway, a Espanha e o mito do Oeste Americano. Vozes Cultura. v.87, p.31 - 42, 1993. ISSN 0100-707X

## Livros Publicados
1. Coronavida: pandemia, cidade e cultura urbana. Coleção Outras Palavras, vol.8. São Paulo: Editora da Escola da Cidade, 2020, p. 44. ISBN: 978-65-86368-10-9.[61][62][63][64][65]
2. Memória da amnésia: políticas do esquecimento. São Paulo: Edições Sesc, 2019, p. 248.[66][67]
3. Impulso Historiográfico. São Paulo: livro de artista, 2019.[68]
4. Cinema Lascado. São Paulo: Frida Produções Culturais, 2016, p. 96.
5. Mostra 3M de arte digital : tecnofagias. São Paulo : Elo 3 Integração, 2012, v.1. p.152.
6. Link-se: arte/mídia/política/cibercultura. São Paulo : Peirópolis, 2005, v.1. p.176.
7. O Livro depois do Livro. São Paulo : Peirópolis, 2003, v.1. p.96.
8. BEIGUELMAN, G., CAFFE, C. São Paulo na Linha. São Paulo: , 2000
9. A Guerra Civil Espanhola. São Paulo : Scipione, 1993, v.1. p.94.
10. A República de Hemingway. São Paulo : Perspectiva, 1993, v.1. p.196.

## Capítulos de livros publicados
1. As verdades dos deepfakes. In: Benfield D, Moreschi B, Pereira, G and Ye K (eds.). Afetando Tecnologias, Maquinando Inteligências. Boston: Center for Arts, Design, and Social Research (CAD+SR), p. 34-53, 2021. ISBN: 978-1-7356981-0-6
2. Between Monuments To Nothing And Our Daily Massacres. In: Unmonument & Luz Massacre. São Paulo: Universidade de São Paulo. FAUUSP, 2021, p. 157-167.
3. Mobile Art: From the WAP Promises to the App Bubbles. In: The Routledge Companion to Mobile Media Art. Nova York: Routledge, 2020, p. 34-45
4. Cultura visual na era do Big data. In: O Cinema e seus outros: manifestações expandidas do audiovisual. São Paulo: Equador, 2019, v.1, p. 73-82.
5. Entre monumentos ao nada e as chacinas do cotidiano. In: Monumento Nenhum e Chacina da Luz.1 ed. São Paulo: Peligro Edições, 2019, v.1, p. 67-76.
6. Museums of Losses for Clouds of Oblivion. In: Digital Art through the Looking Glass: New strategies for archiving, collecting and preserving in digital humanities. Krems: Donau-Universität, 2019, v.1, p. 117-132.
7. Odiolândia. In: Pandemia: LUTA. São Paulo: n-1, 2019
8. Cidades de código aberto: arte, arquitetura e design no espaço informacional. In: Cidades.Inteligentes. São Paulo: Anablume, 2018, p. 265-280.
9. Cultura Digital. In: Caderno da política nacional de educação museal. Brasília: IBRAM, 2018, v.1, p. 67-70.
10. A perturbação necessária das ruínas ruidosas dos 2000. In: Outras histórias na arte contemporânea. São Paulo: Paço das Artes, 2016, p. 134-147.
11. Are You Ready for the Underground Collectors? No, and Neither Are Them. In: I Have a Friend Who Knows Someone Who Bought a Video, Once (On Collecting Videoart). Milano: Mousse Publisher, 2016, v.1, p. 82-87.
12. Passado e futuro das imagens quebradas. In: Gambiólogos 2.0 a gambiarra nos tempos do digital. Rio de Janeiro: Fogão de Lenda/Oi Futuro, 2016, p. 44-48.
13. Perturbadoramente familiar. In: Quão polonês você se sente? 1a ed. São Paulo: Narrativa Um, 2016, p. 172-184.
14. Preservação da artemídia brasileira: questões historiográficas e metodológicas. In: Escrita da História e (re)construção das memórias: arte e arquivos em debate. 1a ed.  São Paulo: MAC USP/Annablume, 2016, p. 229-234.
15. Diálogos em Rede. In: Museus sem lugar: ensaios, manifestos e diálogos em rede.1 ed. Lisboa : Instituto de História da Arte, FCSH - Universidade Nova de Lisboa/ Fundação Calouste Gulbekian, 2015, v.1, p. 159-196.
16. Cine del "postubo" en la era del fin de lo virtual. In: El cine hace esculea.1 ed.Buenos Aires : Espacio Fundación Telefonica, 2014, v.1, p. 183-191.
17. Reinventar a memória é preciso. In: Futuros Possíveis: Arte, Museus e Arquivos Digitais.1a ed.São Paulo : Peirópolis/ Edusp, 2014, v.1, p. 12-33.
18. Reinventing Memory is Necessary. In: Possible Futures: Art, Museums and Digital Archives.1a ed.São Paulo : Peirópolis/ Edusp, 2014, v.1, p. 12-33.
19. Arte pós-virtual: criação e agenciamento na era da internet das coisas e da próxima natureza. In: Cyber-arte-cultura.1 ed.Vitória/Rio de Janeiro : Museu Vale ES/ Suzy Muniz Produções, 2013, v.8, p. 146-175.
20. Arte.br : tecnofágica, adhocrática e radicante. In: III [i.e. terceira] Mostra 3M de arte digital: tecnofagias.1 ed.São Paulo : Elo 3 Integração, 2012, v.1, p. 10-17.
21. Praia de Paulista. [Entrevista com Ivana Bentes]. In: Terceira Mostra 3M de arte digital: tecnofagias.1 ed.São Paulo : Elo 3 Integração, 2012, p. 94-97.
22. Arte pós-virtual. In: Catálogo 9º Prêmio Sergio Motta de Arte e Tecnologia.1 ed.São Paulo : Instituto Sergio Motta, 2011, v.1, p. 8-11.
23. BEIGUELMAN, G., VICENTE, J. L., JASCHKO, S., MORIYAMA, T., HUANG, J. From interaction to agency. In: Cyberarts International Compendium Prix Ars Electronica 2011.1 ed. Ostfildern-Ruit : Hatje Cantz, 2011, v.1, p. 140-145.
24. BEIGUELMAN, G., LA FERLA, J. Por uma crítica das artes tecnológicas móveis. In: Nomadismos Tecnológicos. 1 ed.São Paulo : Senac, 2011, v.1, p. 9-14.
25. BEIGUELMAN, G., LA FERLA, J. Por una crítica de las artes tecnológicas móviles. In: Nomadismos Tecnológicos (Dispositivos móviles: usos masivos y prácticas artísticas).1 ed. Buenos Aires : Ariel, 2011, v.1, p. 9-11.
26. Territorialização e agenciamento nas redes (em busca da Ana Karenina da era da mobilidade). In: Nomadismos Tecnológicos. 1 ed.São Paulo : Senac, 2011, v.1, p. 247-270.
27. Territorialización y agenciamento en las redes (En busca de la Ana Karenina de la era de la movilidade. In: Nomadismos Tecnológicos (Dispositivos móviles: usos masivos y prácticas artísticas).1 ed.Buenos Aires : Ariel, 2011, p. 137-150.
28. Media Voices: Beyond Talking Heads In: V01ce - Vocal Aesthetics in Digital Arts and Media. Cambridge : MIT Press, 2010, p. 245-361.
29. Notas sobre a cultura da mobilidade (pensamentos nômades para hipóteses em fluxo). In: Mediações, tecnologia e espaço público. São Paulo : Conrad, 2010, p. 87-95.
30. Piratas: Os Dissidentes da Nova Ordem. In: Histórias de Mapas, Piratas e Tesouros. São Paulo : Itaú Cultural, 2010, p. 78-82.
31. The Reader, the Player and the Executable Poetics. In: Beyond the Screen.1 ed.Berlim : Verlag, 2010, v.1, p. 403-426.
32. Entre hiatos e intervalos: por uma estética da transmissão. In: Transcinemas.1 ed.Rio de Janeiro : Contra Capa, 2009, v.01, p. 353-361.
33. Por uma Estética da Transmissão. In: Interterritorialidade: Mídias, contextos e educação. São Paulo : Senac, 2009, v.1, p. 189-199.
34. Public Art in Nomadic Contexts. In: Urban Screens Reader.1 ed. Amsterdam : Institute of Network Cultures, 2009, v.01, p. 179-180.
35. Olhares Nômades. In: Estéticas Tecnológicas. ed.São Paulo : Educ, 2008, p. 279-292.
36. Incorporações e Mudanças In: Rumos [do] Jornalismo Cultural.1a ed.São Paulo : Summus Editorial, 2007, v.01, p. 114-117.
37. Nomadic Poems. In: Media Poetry - An International Anthology ed.Bristol : Intellect Books, 2007, p. 97-104.
38. Entre Hiatos e Intervalos (A Estética da Transmissão no Âmbito da Cultura da Mobilidade). In: Imagem (ir)realidade: comunicação e cibermídia. ed.Porto Alegre : Sulinas, 2006, p. 152-162.
39. Imagens online ou a visão além da tela. In: Cinético_Digital.1 ed.São Paulo : Itaú Cultural, 2006, p. 52-57.
40. Nomadic Poetry. In: New Media Poetics: Contexts, technotexts and Theories. ed.Cambridge : MIT Press, 2006, p. 285-290.
41. Para além do Plug and Play. In: Fiat Mostra Brasil.1a ed.Belo Horizonte : Cria Cultura, 2006, p. 194-201.
42. Pergunte ao Pai[k]. In: Nam June Paik (Vídeos 1961-2000) ed. Rio de janeiro : Instituto de Estudos de Televisão: Instituto Telemar, 2006, p. 64-104.
43. Imagem/ Interface. In: Prog::ME ed. Rio de Janeiro : Centro Cultural Telemar, 2005, p. 13-17.
44. Admirável Mundo Cíbrido. In: Cultura em Fluxo (Novas mediações em Rede). 1 ed.Belo Horizonte : PucMinas, 2004, v.1, p. 264-282.
45. WYSIWyG or WYGIWyS? (What you see is what you get or what you get is what you see?. In: The Aesthetics of Digital Poetry. 1 ed. Ostfildern : Hatje Cantz, 2004, p. 169-181.
46. Livrídeos: Video e Literatura nos Anos 80 e 90 In: Made In Brazil: Três Décadas do Vídeo Brasileiro.1ª ed.São Paulo : Itaú Cultural, 2003, p. 133-142.
47. Bricks/Bits.html - Intervenções Urbanas 1.0. In: Arte/Cidade. 1 ed.São Paulo : Senac, 2002, p. 302-307.
48. Obra de não-referência In: Arte/Cidade.1 ed. São Paulo : Senac, 2002, p. 296-301.
49. Main Street, South America. In: Metropolis Now. 1 ed.Nova York/ Viena : Springer, 2000, p. 180-193.
50. Classicismo, O Mundo Como Abstração. In: O Classicismo. 1 ed.São Paulo : Perspectiva, 1999, p. 63-87.
51. O Quadro Histórico: A Ciência, a Natureza e a Fé. In: O Classicismo. 1 ed.São Paulo : Perspectiva, 1999, p. 53-63.

## Livros Organizados
1.	 BEIGUELMAN, G., MAGALHAES, A. G.
Futuros Possíveis: Arte, Museus e Arquivos Digitais. São Paulo : Peirópolis/Edusp, 2014, v.1. p.324.
2.	 BEIGUELMAN, G. (ed.).
Unmonument  & Luz Massacre. São Paulo: Universidade de São Paulo. Faculdade de Arquitetura e Urbanismo, 2021. DOI: https://doi.org/10.11606/9786589514022, ISBN: 978-65-89514-02-2.
3.	 BEIGUELMAN, G., MAGALHAES, A. G.
Possible Futures: Art, Museums and Digital Archives. São Paulo : Peirópolis/ Edusp, 2014, v.1. p.316.
4.	 BEIGUELMAN, G.
_HTTPpix _HTTPvideo Creative Processes and Criticism in Image Networks. São Paulo : Instituto Sergio Motta, 2011, v.1. p.89.
5.	 BEIGUELMAN, G., LA FERLA, J.
Nomadismos Tecnológicos. São Paulo : Senac, 2011, v.1. p.278.
6.	 BEIGUELMAN, G., LA FERLA, J.
Nomadismos Tecnológicos (Dispositivos móviles: usos masivos y prácticas artísticas). Buenos Aires : Ariel, 2011, v.1. p.154.
7.	 BEIGUELMAN, G., BASTOS, M., BAMBOZZI, L., MINELLI, R.
Appropriations of the (Un)Common. São Paulo : Instituto Sergio Motta, 2009, v.1. p.131.
8.	 BEIGUELMAN, G., BASTOS, M., MINELLI, R., BAMBOZZI, L. Apropriações do (In)Comum). São Paulo : Instituto Sergio Motta, 2009, v.1. p.124.
9.	 BEIGUELMAN, G., MOTTA, R. HTTPVideo, HTTPTags, HTTPSom. São Paulo : Instituto Sergio Motta, 2009, v.1. p.45.
10.	 BEIGUELMAN, G., MOTTA, R.
HTTPVideo, HTTPTags, HTTPSound. São Paulo : Instituto Sergio Motta, 2009, v.1. p.41.

## Curadorias
- O Museu é SUA História (intervenção com video mapping na fachada do Museu Paulista, realizada pelo artista Alexis Anastasiou). Curadoria com Solange Lima. São Paulo, Museu Paulista, 7, 8 e 9 de setembro de 2018.

- Maquinaria (exposição individual de Marcelo Masagão). São Paulo, Centro Universitário Maria Antonia, 18 de abril a 18 de agosto de 2019.

- Arquinterface: a cidade expandida pelas redes. São Paulo, Galeria de Arte Digital do Sesi, 13 de novembro a 20 de dezembro de 2015.

- 9a Virada cultural de São Paulo. (Artes visuais e audiovisual). São Paulo, 19 de maio de 2013.

- 3a Mostra 3M de Arte Digital. Tecnofagias. São Paulo, Instituto Tomie Ohtake, 10 de agosto a 25 de setembro de 2012.

- 8o e 9o Prêmio Sergio Motta de Arte e Tecnologia. 2008 e 2010.

- Nokia Trends. 2007 e 2008.